# Nazionale femminile di pallamano della Tunisia
La nazionale di pallamano femminile della Tunisia è la rappresentativa nazionale della Tunisia nelle competizioni internazionali di pallamano femminile e la sua attività è gestita dalla federazione di pallamano della Tunisia.

## Competizioni principali

### Olimpiadi
Nessuna partecipazione

### Campionati mondiali
- 1975: 12º posto
- 2001: 19º posto
- 2003: 18º posto
- 2007: 15º posto
- 2009: 14º posto
- 2011: 18º posto
- 2013: 17º posto
- 2015: 21º posto
- 2017: 24º posto
- 2021: 27º posto

### Campionati Africani
- 1974, 1976, 2014
- 1981, 2006, 2010, 2012, 2016
- 2000, 2002, 2021